# جبر لی نیم-ساده
در ریاضیات، یک جبر لی را نیم-ساده (به انگلیسی: Semisimple) گویند اگر به صورت جمع مستقیمی از جبرهای لی ساده (جبرهای لی نا-آبلی، بدون هیچگونه ایده‌آل محض ناصفر) باشد.
در این مقاله، جبرهای لی را متناهی بعدی و روی میدانی با مشخصه ۰ در نظر می‌گیریم، مگر این که خلافش ذکر شود. در صورت ناصفر بودن جبر لی همچون {\displaystyle {\mathfrak {g}}}، شرایط زیر با هم معادل خواهند بود:
- {\displaystyle {\mathfrak {g}}} نیم-ساده است؛
- فرم کیلینگ {\displaystyle K(x,y)=tr(ad(x)ad(y))} نا-تبهگن است؛
- {\displaystyle {\mathfrak {g}}} هیچ ایده‌آل ناصفری ندارد؛
- {\displaystyle {\mathfrak {g}}} هیچ ایده‌آل ناصفر حل‌پذیری ندارد؛
- رادیکال (ایده‌آل حل‌پذیر ماکسیمال) از {\displaystyle {\mathfrak {g}}}، صفر است.